# Лас-Крусес
Лас-Крусес (англ. Las Cruces) — місто (англ. city) в США, адміністративний центр округу Донья-Ана штату Нью-Мексико. Населення — 111 385 осіб (2020). Також відоме як «Місто перехресть», Лас-Крусес з населенням 97 618 осіб (2010) — друге найбільше місто штату.

## Географія
Лас-Крусес розташований за координатами 32°19′35″ пн. ш. 106°47′23″ зх. д. / 32.32639° пн. ш. 106.78972° зх. д. (32.326444, -106.789695). За даними Бюро перепису населення США в 2010 році місто мало площу 198,47 км², з яких 198,11 км² — суходіл та 0,36 км² — водойми.

### Клімат
| Клімат : Лас-Крусес     | Клімат : Лас-Крусес | Клімат : Лас-Крусес | Клімат : Лас-Крусес | Клімат : Лас-Крусес | Клімат : Лас-Крусес | Клімат : Лас-Крусес | Клімат : Лас-Крусес | Клімат : Лас-Крусес | Клімат : Лас-Крусес | Клімат : Лас-Крусес | Клімат : Лас-Крусес | Клімат : Лас-Крусес | Клімат : Лас-Крусес |
| Показник                | Січ.                | Лют.                | Бер.                | Квіт.               | Трав.               | Черв.               | Лип.                | Серп.               | Вер.                | Жовт.               | Лист.               | Груд.               | Рік                 |
| Абсолютний максимум, °C | 25,6                | 30,0                | 32,2                | 35,6                | 40,0                | 43,3                | 42,8                | 40,6                | 39,4                | 35,0                | 30,6                | 25,6                | 43,3                |
| Середній максимум, °C   | 14,8                | 17,5                | 21,2                | 25,4                | 30,4                | 34,9                | 34,9                | 33,4                | 30,9                | 25,9                | 19,6                | 14,3                | 25,3                |
| Середній мінімум, °C    | −1,6                | 0,4                 | 3,4                 | 7,2                 | 12,1                | 16,9                | 20,0                | 19,3                | 15,5                | 8,6                 | 2,1                 | −1,6                | 8,6                 |
| Абсолютний мінімум, °C  | −23,3               | −20,6               | −13,3               | −6,7                | −2,8                | 1,7                 | 5,6                 | 6,7                 | −1,1                | −6,7                | −20                 | −17,2               | −23,3               |
| Норма опадів, мм        | 13                  | 10                  | 6                   | 7                   | 10                  | 17                  | 39                  | 56                  | 34                  | 24                  | 12                  | 20                  | 247                 |
| Днів з дощем            | 3,6                 | 2,8                 | 2,2                 | 1,9                 | 2,4                 | 3,6                 | 8,3                 | 9,4                 | 5,9                 | 4,8                 | 3,1                 | 3,7                 | 51,7                |
| ----------------------- | ------------------- | ------------------- | ------------------- | ------------------- | ------------------- | ------------------- | ------------------- | ------------------- | ------------------- | ------------------- | ------------------- | ------------------- | ------------------- |
| Джерело: NOAA           |                     |                     |                     |                     |                     |                     |                     |                     |                     |                     |                     |                     |                     |

## Демографія

### Перепис 2010
Згідно з переписом 2010 року, у місті мешкало 97 618 осіб у 39 433 домогосподарствах у складі 23 929 родин. Густота населення становила 492 особи/км². Було 42370 помешкань (213/км²).
Расовий склад населення:
| - 75,3 % — білих - 2,4 % — чорних або афроамериканців - 1,7 % — корінних американців - 1,6 % — азіатів - 0,1 % — вихідців з тихоокеанських островів - 15,3 % — осіб інших рас |

До двох чи більше рас належало 3,5 %. Частка іспаномовних становила 56,8 % від усіх жителів.
За віковим діапазоном населення розподілялося таким чином: 24,3 % — особи молодші 18 років, 62,1 % — особи у віці 18—64 років, 13,6 % — особи у віці 65 років та старші. Медіана віку мешканця становила 32,4 року. На 100 осіб жіночої статі у місті припадало 94,9 чоловіків; на 100 жінок у віці від 18 років та старших — 92,3 чоловіків також старших 18 років.
Середній дохід на одне домашнє господарство становив 55 707 доларів США (медіана — 41 330), а середній дохід на одну сім'ю — 66 399 доларів (медіана — 51 583). Медіана доходів становила 37 497 доларів для чоловіків та 34 121 долар для жінок. За межею бідності перебувало 24,4 % осіб, у тому числі 32,9 % дітей у віці до 18 років та 7,4 % осіб у віці 65 років та старших.
Цивільне працевлаштоване населення становило 43 471 осіб. Основні галузі зайнятості: освіта, охорона здоров'я та соціальна допомога — 32,1 %, мистецтво, розваги та відпочинок — 12,2 %, роздрібна торгівля — 11,4 %, публічна адміністрація — 11,3 %.

### Перепис 2000
За даними перепису 2000 року
на території муніципалітету мешкало 93 570 людей, було 29 184 садиб та сімей.
Густота населення становила 550,5 осіб/км². З 29 184 садиб у 30,4 % проживали діти до 18 років, подружніх пар, що мешкали разом, було 42,3 %,
садиб, у яких господиня не мала чоловіка — 15,1 %, садиб без сім'ї — 37,9 %.
Власники 8,9 % садиб мали вік, що перевищував 65 років, а в 27,9 % садиб принаймні одна людина була старшою за 65 років. Кількість людей у середньому на садибу становила 2,46, а в середньому на родину 3,05.
Середній річний дохід на садибу становив 30 375 доларів США, а на родину — 37 670 доларів США. Чоловіки мали дохід 30 923 доларів, жінки — 21 759 доларів. Дохід на душу населення був 15 704 доларів. Приблизно 17,2 % родин та 23,3 % населення жили за межею бідності.